# Phyllanthus buxifolius
Phyllanthus buxifolius là một loài thực vật có hoa trong họ Diệp hạ châu. Loài này được (Blume) Müll.Arg. miêu tả khoa học đầu tiên năm 1863.